# Norelco

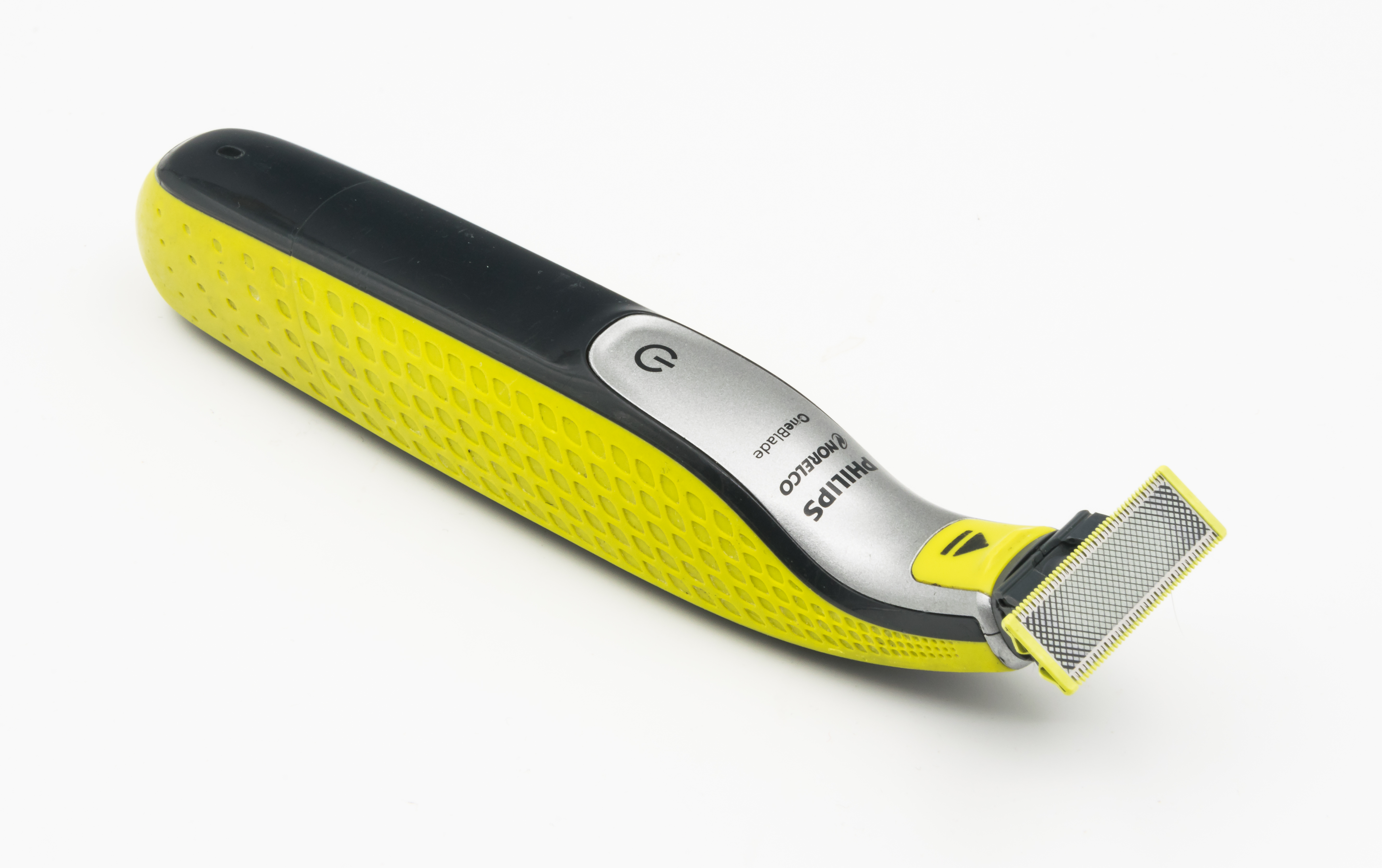
Un rasoir électrique Philips Norelco (2023).

Norelco est une marque jadis utilisée par la compagnie Philips sur la plupart de ses produits nord-américains, et encore aujourd'hui sur quelques-uns d'entre eux (notamment des rasoirs électriques).

## Origine
Philips ne pouvait pas utiliser directement son nom sur ses produits aux USA. La compagnie Philco (en) (Philadelphia Battery Company) y vendait déjà ses propres produits sous un nom jugé proche ; Philips s'est vu interdire en 1943 d'utiliser son nom sur le marché, pour éviter toute confusion. Philips a donc composé un nom à partir de son nom complet : Norelco est l'acronyme de « North American Philips (Electric) Company ».
Philips ayant racheté Philco au début des années 1980, il pouvait du coup marquer ses produits directement "Philips" au lieu de Norelco. Les produits d'éclairage ont notamment adopté la marque Philips dès les années 1980.

## Autres marques

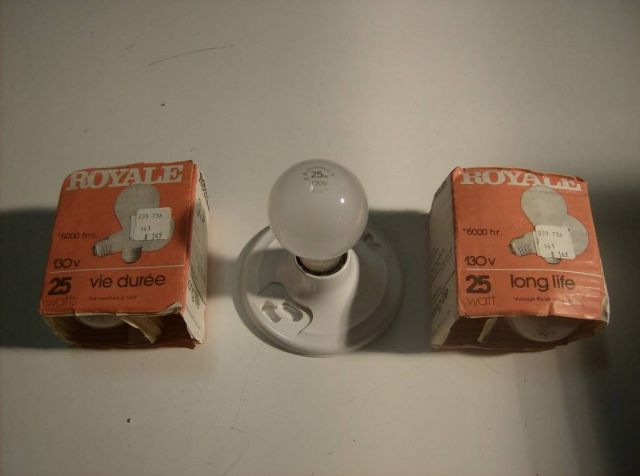
Ampoules Philips commercialisées dans les années 1960 sous le nom "Royale".

Philips utilisait aussi d'autres marques sur le marché nord-américain. Dans les années 1960 et 70, le nom « Royale » était utilisé sur ses ampoules à longue durée, encore une fois à la place de "Philips", inutilisable à l'époque. Certaines ampoules de basse puissance (ex. 15W) ont conservé ce nom dans les années 1980, même s'il n'était plus nécessaire. Le nom "Royale" a fini par disparaître du marché canadien au début des années 2000, quand Philips a fermé l'usine de Windsor (Ontario), qui les fabriquait encore sous le nom "Royale-Country".

## Marques similaires chez d'autres manufacturiers
Non seulement Philips devait, pour des raisons de rentabilité, créer un marché à part entière au Canada, mais la plupart des autres fabricants étaient dans le même cas. La très connue General Electric a fait de même jusqu'au début des années 1990, moment où la fusion des marchés canadien et américain s'est définitivement amorcée. Vers la fin des années 1970, GE a véritablement séparé le marché canadien en créant la CGE, ou Canadian General Electric, reconnaissable à son logo de forme rectangulaire où l'on pouvait lire les lettres "CGE".